# أربا تبة سي
أربا تبة سي هي قرية في مقاطعة نمين، إيران. عدد سكان هذه القرية هو 130 في سنة 2006.